# Umma saphirina
Umma saphirina là một loài chuồn chuồn kim thuộc họ Calopterygidae. Loài này có ở Cameroon, Cộng hòa Trung Phi, Cộng hòa Congo, Cộng hòa Dân chủ Congo, Kenya, Nigeria, và Uganda. Môi trường sống tự nhiên của chúng là rừng ẩm vùng đất thấp nhiệt đới hoặc cận nhiệt đới và sông ngòi.